# Isturgia quadripunctaria
Isturgia quadripunctaria là một loài bướm đêm trong họ Geometridae.